# مارکوس فالوپا
مارکوس فالوپا (انگلیسی: Marcos Falopa؛ زادهٔ ۲ آوریل ۱۹۴۹) مربی فوتبال اهل برزیل است.
از باشگاه‌هایی که در آن بازی کرده‌است می‌توان به پالمیراس، و پالمیراس، اشاره کرد.